# Dracophyllum acerosum
Dracophyllum acerosum is een plantensoort uit de heidefamilie (Ericaceae). Het is een rechtopstaande en meervertakte struik of kleine boom met een groeihoogte tussen 1 en 2 meter. De struik heeft groene grasachtige bladeren en witte bloemen.
De soort komt voor op het Zuidereiland van Nieuw-Zeeland. Hij groeit daar in montane en sub-alpiene gebieden op berghellingen, langs rivier- en beekoevers en op moreneterrassen. De struik wordt aangetroffen aan de boomgrens, in sub-alpien struikgewas, pollengrasland en kruidenrijke graslanden.